# Mohammad Agha (huyện)
Muhammad Agha là một huyện thuộc tỉnh Lowgar, Afghanistan. Dân số thời điểm năm 1999 là 67,116 người.